# Linyphia rustica
Linyphia rustica là một loài nhện trong họ Linyphiidae.
Loài này thuộc chi Linyphia. Linyphia rustica được Frederick Octavius Pickard-Cambridge miêu tả năm 1902.